# Дніпровське шосе (Київ)
Дніпровське шосе́ — шосе в Голосіївському районі міста Києва, місцевості Пирогів, Віта-Литовська, Церковщина. Пролягає від Столичного шосе до межі міста (продовженням за межами міста є автошлях Н01).
Прилучаються вулиці Бродівська, Пирогівський шлях та Ватутіна (село Лісники).
У південній частині шосе прилягає до Голосіївського національного природного парку.

## Історія
Шосе було прокладене в 1980-х роках (вперше позначене на карті 1989 року). Під назвою Дніпропетровське шосе починає фігурувати лише на картах починаючи з 2000-х років (доти — просто автомагістраль Київ — Дніпропетровськ). Офіційних рішень щодо найменування шосе не було. Фактично, першим офіційним документом, що фіксує цю назву, є довідник «Вулиці Києва» 2015 року.
Сучасна назва Дніпровське шосе унормована з 2017 року.